# Filosofía de la futilidad
Filosofía de la futilidad hace referencia a un concepto desarrollado por el Profesor de Marketing de la Universidad de Columbia Paul Nystrom (enlace roto disponible en Internet Archive; véase el historial, la primera versión y la última).  para describir la disposición causada por la monotonía de la nueva era industrial.
Nystrom observado el efecto natural de este malestar estaba buscando satisfacción encontrar en cosas frívolas, tales como  prendas de vestir y artículos de moda (enlace roto disponible en Internet Archive; véase el historial, la primera versión y la última).. La teoría de Nystrom (1938) describe la propensión humana al consumo podía ser manipulado para inducir a un círculo vicioso de la insatisfacción y el deseo de nuevos bienes de consumo, llevando así al incremento de las ventas de productos de moda y servicios.
Nystrom en su trabajo Economía de la moda (1938), a menudo citado por los historiadores y analistas de marketing, consumismo, y comercialismo:
Visión y los propósitos de vida de un individuo podrán ser modificados por la actitud de ese individuo hacia bienes que la moda presenta como importantes. En la actualidad, no son pocas las personas que en las naciones occidentales han salido de las viejas normas de la religión y filosofía y al no haber logrado desarrollar vistas contundentes para tomar sus lugares, sostienen algo que puede ser llamado, a falta de un nombre mejor, una filosofía de la futilidad. Esta visión de la vida (o la falta de una visión de la vida) implica una pregunta sobre el valor,los motivos y los propósitos de las actividades humanas. Hay siempre una tendencia a desafiar el propósito de la vida misma. Esta falta de propósito en la vida tiene un efecto sobre el consumo similar a la de tener estrechos intereses, es decir, concentrando la atención humana en las cosas más superficiales que conforman gran parte del consumo de lo que está de moda.
Este síntoma se conoce también como " terapia de consumo (enlace roto disponible en Internet Archive; véase el historial, la primera versión y la última). "en la prensa popular. El término primero fue utilizado en el Chicago Tribune del 24 de diciembre de 1986: "Nos hemos convertido en una nación medir nuestras vidas en bolsas y tratar nuestros males psíquicos a través de terapia del consumo". Terapia de consumo, a veces observados en personas en momentos de depresión o de transición, indica falta de propósito personal y consiste en ir de compras como un acto terapéutico que mejora el estado de ánimo o la disposición del comprador; por lo tanto, bienes adquiridos durante la terapia de consumo se refieren a menudo como "compras de bienestar".
Teoría del "círculo vicioso" de Nystrom puede verse en muchos ámbitos económico y filosóficos. Robert & Skidelsky,  economista de padre/hijo/filósofo argumenta que las necesidades son finitas y pueden ser satisfechas. Pero lo deseado, puede ser insaciable.
Adam Smith un pionero en economía política, afirma su Teoría de los Sentimientos Morales que "la riquezas abandona a un hombre siempre y a veces lo exponen más que antes a la ansiedad, el miedo y el dolor".  La publicidad puede manipular esos deseos y hacerlos aparecer como necesidades haciendo que los consumidores sienten que no son enteros o feliz si esos productos de consumos.
Friedrich Nietzsche en su crítica al cristianismo dijo "para actuar como un médico, el sacerdote debe hacer un enfermo".  Para que el cristianismo aparecer como el Salvador, la gente primero debe tener un problema.
Publicidad puede hacer que el producto a vender sea el salvador del problema del consumidor.